# Прахарж, Камил
Камил Прахарж (чеш. Kamil Prachař; 24 августа 1963, Остров, Чехословакия) — бывший чешский хоккеист, защитник. Участник Кубка Канады 1991 года в составе сборной Чехословакии.

## Достижения
Чемпион Чехословакии 1984 и 1985
 Серебряный призёр чемпионата Чехии 1996
 Серебряный призёр молодёжного чемпионата мира 1983

## Статистика
- Чемпионат Чехии (Чехословакии) — 650 игр, 119 очков (40+79)
- Первая чешская лига — 43 игры, 21 очко (11+10)
- Евролига — 7 игр, 2 очка (1+1)
- Сборная Чехословакии — 3 игры
- Всего за карьеру — 703 игры, 142 очка (52+90)